# ペドロ・ディニス
ペドロ・パウロ・ファリロス・ドス・サントス・ディニス（Pedro Paulo Falleiros dos Santos Diniz, 1970年5月22日 - ）は、ブラジル出身の元レーシングドライバー。サンパウロ出身。

## F1以前の経歴
ブラジル屈指のスーパーマーケットチェーン「ポン・デ・アスカール（Pão de açucar）」などを傘下に持ち、数々の事業を展開する企業グループの総帥として知られるブラジル有数の実業家アビーリオ・ディニスを父に持つ。
1987年、17歳でカートを始め、翌年まで国内で選手権に出場、その後は4輪のレースに転向し、下記の通りのキャリアをたどったが、この間に特筆すべき成績は挙げていない。
1989年、フォーミュラ・フォード ブラジル選手権に参戦。
1990年、南米F3選手権に参戦。
1991年から1992年にかけ、イギリスF3選手権に参戦。

### 始動
1993年、国際F3000にステップアップし、イタリアのフォルティ・コルセに加入した。
初年度はオリビエ・ベレッタと、2年目は野田英樹とコンビを組んだ。
この時期も大した成績をあげたわけではないが、かねてよりF1にステップアップする計画を持っていたものの、資金の問題からステップアップできずにいた同チームは、ディニスの加入によって、それまでに比べてほぼ無尽蔵と言ってよい財源を得たことで、この計画に弾みをつけることとなった。実際、ディニスが在籍して以後、国際F3000から後のF1に到るまで、フォルティ・コルセはイタリアのチームでありながら、スポンサーはその大部分をブラジル企業が占めており、ディニス加入の影響は文字通り目に見えるものであった。

## F1時代

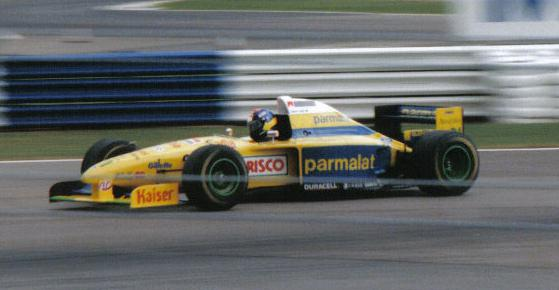
1995年イギリスGP

### 初期
1995年、フォルティとともにステップアップし、F1にデビューした。
父アビーリオが経営するスーパーマーケットチェーンとの結びつきから、国際F3000時代から数々のブラジルの食品関連会社の援助を得ていたが、F1進出にあたっては、他のスポンサーと同様の理由でイタリアの大手食品会社パルマラットもスポンサーとなり、ディニスは多額の資金援助を得ての参戦となった。
実際、初年度はフォルティの戦闘力の低さもあってディニスは際立った走りを示すことは無かった。また、モータースポーツの最高峰であるF1においては、およそ聞いた例の無い『ドライビング・アドバイザー』なるコーチ役(ルネ・アルヌー)を伴いレースに臨む姿(同僚のロベルト・モレノも自分のレースよりもディニスのコーチ役に尽力していた)は、F1ドライバーとしての能力を疑問視する根拠は揃っていた（日本のメディアからも、「ブラジルのお坊っちゃま」「裕福なブラジリアン」等と揶揄した発言もあった）。そうしたことから、翌年、中堅チームのリジェに移籍することが発表された際には、驚きとともにフランス人スタッフの大量解雇によるスポンサー額の大幅な減額などでディニスのスポンサーマネーに頼らなくてはならないほどリジェの資金難が浮き彫りになった。言うまでもなく、この移籍はディニスのスポンサーの移籍を伴うものであり、ディニスという資金源を失ったフォルティは資金難に陥り、翌年途中でF1からの撤退を余儀なくされた。
1996年はリジェに移籍。第3戦アルゼンチンGPでは、走行中給油口からガソリンが漏れて車が炎上した際は、それがディニスの過失によるものではないにもかかわらず、イギリスのサン紙で「ディニス丸焼け（"Diniz in the Oven"）」と題して写真記事が配信され、半ばピエロのような扱いを受けるなど、ペイドライバーということで低く見られていた。第6戦スペインGPでディニスは初入賞を記録するが、第5戦モナコGPで当時のチームメイトオリビエ・パニスが初優勝していた事や、スペインGPではミハエル・シューマッハのフェラーリ移籍後の初優勝ということもあり、その結果は陰に埋もれてしまった上、完走6台中の6位入賞であったため、大きな注目を集めることはなかった。しかし、第11戦ドイツGP予選でパニスを上回るグリッドを獲得。第14戦イタリアGPでも今季2度目の6位以内入賞を果たすなど結果を継続して残したことで、ディニスに対する評価が変わり始める。チームメイトのパニスも「彼（ディニス）は言われてるほどひどいドライバーじゃない。彼の持つ高額なスポンサーの話ばかりするのはフェアじゃない。みんなが思ってるよりいいドライバーだ」と評価するコメントを述べた。

### アロウズ
1997年はアロウズに移籍し、前年度のワールドチャンピオンであるデイモン・ヒルとコンビを組んだ。この年は、ディニスにとっての転機となった。ドライバーズサーキットとして知られるスパ・フランコルシャンの第12戦ベルギーGPや鈴鹿サーキットの第16戦日本GPなど、何度か予選でヒルを上回ることに成功した。これにより、周囲からの評価を高めた。ディニス自身、後にこのシーズンを回想し、「ドライバーとしてデイモンから学んだことは多かった」と成長の契機となったことを認め、ヒルに感謝の言葉を述べている。
1998年、ヒルに代わってミカ・サロをチームメイトに迎えた。予選ではサロの後塵を拝し続けたもののモナコGPとベルギーGPで入賞などの活躍によってドライバーとしての実力が認められるようになり、もともと抱えていたスポンサーの魅力と相まって中堅チームからのオファーが届くようになった。

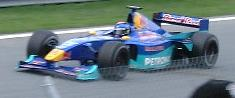
2000年カナダGP

### ザウバー
1999年はザウバーに移籍。チームメイトはさとなる。戦闘力が高いマシンではなかったこともあり、それほど目覚しい活躍をしたわけではなかったが、幾つかの幸運も味方につけ、6位入賞3回を記録し、年間ランキングでは優勝経験もあるベテランのアレジを上回るポイントを獲得した。
2000年はザウバーにとどまり、フェラーリでの代役出場を経て移籍してきたサロと再びコンビを組んだ。前々年同様、予選ではサロに分があり、この年は決勝でもサロが着実にポイントを積み上げたのに対して、ディニスはノーポイントに終わった。

### 突然の引退
極めて潤沢なスポンサーマネーを抱え、そこそこ以上の走りもできることから、翌2001年のシートも、2000年末で切れるザウバーとの契約を延長して残留、あるいはフェラーリエンジンを搭載するため資金を欲していたプロスト・グランプリへ移籍するための仮契約を既に済ませている、などという数々の噂がささやかれた。
しかし、シーズンも終わり、年明けも間近に迫った12月初頭、ディニスは自身への評価と30歳というまだ若い年齢にもかかわらず、ドライバーとしての引退を電撃的に発表。同時に、プロスト・グランプリの共同オーナーに就任することを明らかにし、周囲を驚かせた。

## その後

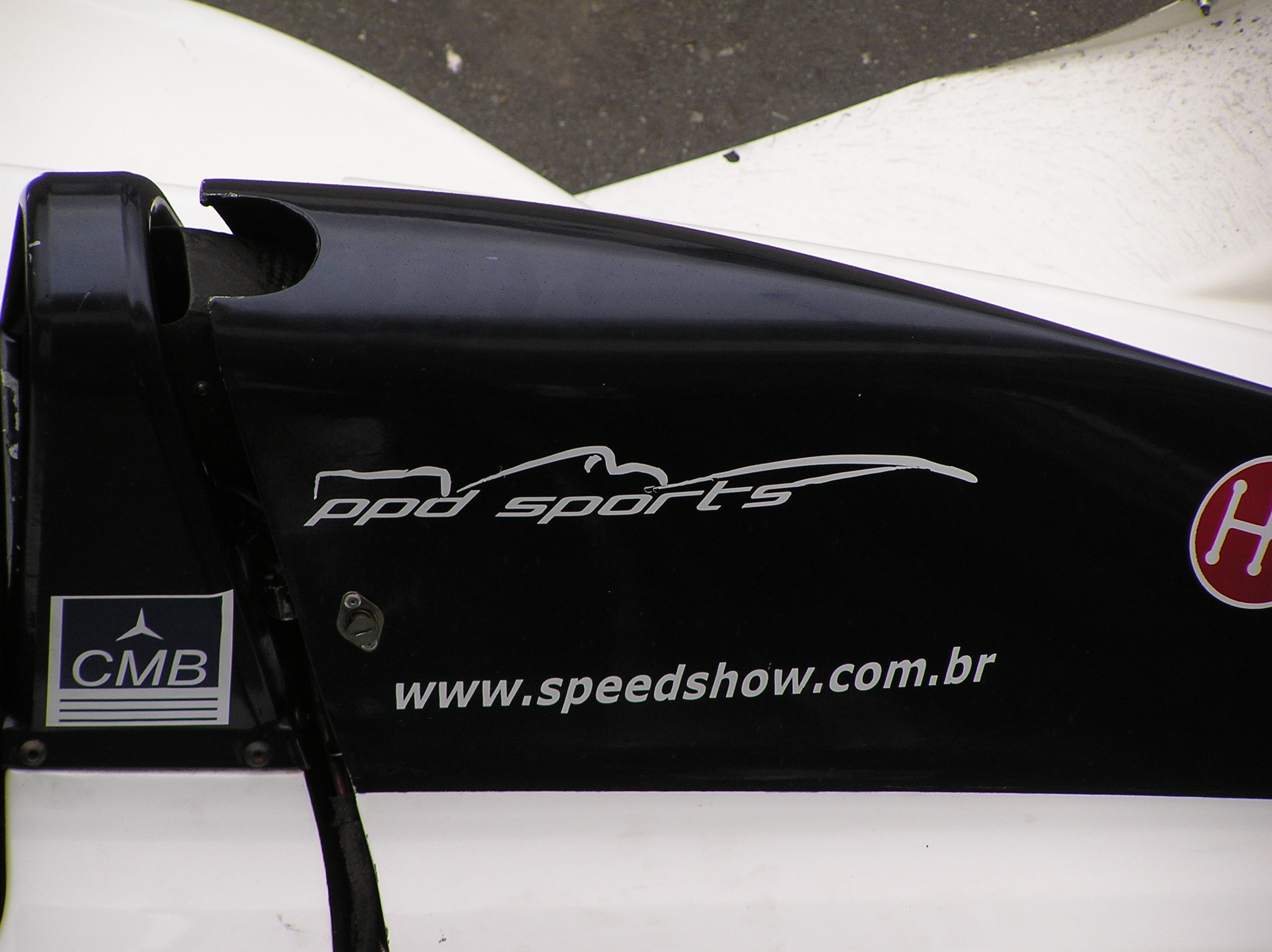
PPDスポーツ

前年末にプロスト・グランプリの株式40%を取得したことで、2001年は共同オーナーという形でプロストチームに参画したが、残りの株式を取得しチームの運営権を握ろうとしたところ、これにはアラン・プロストが一貫して拒否の姿勢をとったため、同年8月にはチームから手を引き、同チームがこの年限りで消滅することを見ることもなく、ブラジルに帰国した。
ブラジルに帰国するとディニスは自身の会社「PPDスポーツ」社を設立し、やがてルノーとの協力関係を築き、ブラジルで若手ドライバーを育成することなどを目的に、フォーミュラ・ルノー、クリオ・カップを移入し、2002年、PPDスポーツ社の主催の下、両選手権の初開催にこぎつけた。
大西洋にあるブラジル領の島で世界遺産でもあるフェルナンド・デ・ノローニャでホテルを経営するなど、ドライバー引退から間もない段階でモータースポーツ以外の分野においても実業家として活動するようになり、フォーミュラ・ルノー選手権などイベントの主催・運営からも2006年限りで手を引いて実業活動に専念し、現在ではメディアにも露出する事はない。

## レース戦績

### 略歴
| 年   | シリーズ                                 | チーム                             | レース | 勝利 | PP | FL | 表彰台 | ポイント | 順位 |
| ---- | ---------------------------------------- | ---------------------------------- | ------ | ---- | -- | -- | ------ | -------- | ---- |
| 1989 | ブラジリアン・フォーミュラ・フォード1600 | ?                                  | 11     | ?    | 0  | ?  | ?      | 0        | 6位  |
| 1990 | F3・スダメリカーナ（英語版）             | ダーカー                           | 12     | 0    | 0  | 1  | 1      | 4        | 15位 |
| 1991 | イギリスF3選手権                         | ウエスト・サリー・レーシング       | 14     | 0    | 0  | 0  | 0      | 1        | 12位 |
| 1992 | イギリスF3選手権                         | エデンブリッジ・レーシング         | 15     | 0    | 0  | 0  | 2      | 8        | 12位 |
| 1992 | マスターズF3                             | エデンブリッジ・レーシング         | 1      | 0    | 0  | 0  | 0      | 0        | 20位 |
| 1992 | イギリスF3000選手権（英語版）            | エデンブリッジ・レーシング         | 1      | 0    | 0  | 0  | 0      | 0        | -    |
| 1993 | 国際F3000選手権（英語版）                | フォルティ・コルセ                 | 8      | 0    | 0  | 0  | 0      | 0        | -    |
| 1993 | F3・スダメリカーナ                       | ?                                  | 1      | 0    | 0  | 0  | 0      | 0        | -    |
| 1994 | 国際F3000選手権                          | フォルティ・コルセ                 | 8      | 0    | 0  | 0  | 0      | 3        | 12位 |
| 1995 | F1                                       | パルマラット・フォルティ・フォード | 17     | 0    | 0  | 0  | 0      | 0        | NC   |
| 1996 | F1                                       | リジェ・ゴロワーズ・ブロンズ       | 16     | 0    | 0  | 0  | 0      | 2        | 15位 |
| 1997 | F1                                       | ダンカ・アロウズ・ヤマハ           | 17     | 0    | 0  | 0  | 0      | 2        | 16位 |
| 1998 | F1                                       | ダンカ・ゼプター・アロウズ         | 16     | 0    | 0  | 0  | 0      | 3        | 14位 |
| 1999 | F1                                       | レッドブル・ザウバー・ペトロナス   | 16     | 0    | 0  | 0  | 0      | 3        | 14位 |
| 2000 | F1                                       | レッドブル・ザウバー・ペトロナス   | 16     | 0    | 0  | 0  | 0      | 0        | NC   |

### イギリス・フォーミュラ3選手権
| 年     | チーム                       | エンジン   | クラス | 1       | 2       | 3       | 4       | 5       | 6       | 7       | 8      | 9       | 10      | 11      | 12      | 13      | 14      | 15    | 16     | 順位 | ポイント |
| ------ | ---------------------------- | ---------- | ------ | ------- | ------- | ------- | ------- | ------- | ------- | ------- | ------ | ------- | ------- | ------- | ------- | ------- | ------- | ----- | ------ | ---- | -------- |
| 1991年 | ウェスト・サリー・レーシング | 無限ホンダ | A      | SIL 6   | THR Ret | DON DNS | BRH Ret | BRH 7   | THR Ret | SIL 8   | DON 8  | SIL DSQ | SIL 8   | SNE 9   | SIL Ret | BRH Ret | DON Ret | SIL   | THR    | 12位 | 1        |
| 1992年 | エデンブリッジ・レーシング   | 無限ホンダ | A      | DON Ret | SIL 14  | THR 3   | BRH 3   | THR Ret | BRH Ret | SIL DNS | SIL 10 | DON Ret | SNE Ret | SIL Ret | PEM Ret | SIL Ret | DON 8   | THR 8 | SIL 11 | 12位 | 8        |

- 太字はポールポジション、斜字はファステストラップ。(key)

### 国際フォーミュラ3000
| 年     | エントラント       | 1       | 2       | 3       | 4       | 5       | 6      | 7      | 8       | 9      | DC   | ポイント |
| ------ | ------------------ | ------- | ------- | ------- | ------- | ------- | ------ | ------ | ------- | ------ | ---- | -------- |
| 1993年 | フォルティ・コルセ | DON Ret | SIL Ret | PAU DNQ | PER 7   | HOC Ret | NÜR 16 | SPA 14 | MAG 11  | NOG 14 | NC   | 0        |
| 1994年 | フォルティ・コルセ | SIL Ret | PAU Ret | CAT 10  | PER Ret | HOC Ret | SPA 9  | EST 4  | MAG Ret |        | 13位 | 3        |

- 太字はポールポジション、斜字はファステストラップ。(key)

### フォーミュラ1
| 年     | エントラント | シャシー | エンジン                   | 1       | 2       | 3       | 4       | 5       | 6       | 7       | 8       | 9       | 10      | 11      | 12      | 13      | 14      | 15      | 16      | 17      | WDC  | ポイント |
| ------ | ------------ | -------- | -------------------------- | ------- | ------- | ------- | ------- | ------- | ------- | ------- | ------- | ------- | ------- | ------- | ------- | ------- | ------- | ------- | ------- | ------- | ---- | -------- |
| 1995年 | フォルティ   | FG01     | フォード EDB 3.0 V8        | BRA 10  | ARG NC  | SMR NC  | ESP Ret | MON 10  | CAN Ret | FRA Ret | GBR Ret | GER Ret | HUN Ret | BEL 13  | ITA 9   | POR 16  | EUR 13  | PAC 17  | JPN Ret | AUS 7   | NC   | 0        |
| 1996年 | リジェ       | JS43     | 無限ホンダ MF301HA 3.0 V10 | AUS 10  | BRA 8   | ARG Ret | EUR 10  | SMR 7   | MON Ret | ESP 6   | CAN Ret | FRA Ret | GBR Ret | GER Ret | HUN Ret | BEL Ret | ITA 6   | POR Ret | JPN Ret |         | 15位 | 2        |
| 1997年 | アロウズ     | A18      | ヤマハ OX11A 3.0 V10       | AUS 10  | BRA Ret | ARG Ret | SMR Ret | MON Ret | ESP Ret | CAN 8   | FRA Ret | GBR Ret | GER Ret | HUN Ret | BEL 7   | ITA Ret | AUT 13† | LUX 5   | JPN 12  | EUR Ret | 16位 | 2        |
| 1998年 | アロウズ     | A19      | アロウズ T2-F1 3.0 V10     | AUS Ret | BRA Ret | ARG Ret | SMR Ret | ESP Ret | MON 6   | CAN 9   | FRA 14  | GBR Ret | AUT Ret | GER Ret | HUN 11  | BEL 5   | ITA Ret | LUX Ret | JPN Ret |         | 14位 | 3        |
| 1999年 | ザウバー     | C18      | ペトロナス SPE-03A 3.0 V10 | AUS Ret | BRA Ret | SMR Ret | MON Ret | ESP Ret | CAN 6   | FRA Ret | GBR 6   | AUT 6   | GER Ret | HUN Ret | BEL Ret | ITA Ret | EUR Ret | MAL Ret | JPN 11  |         | 14位 | 3        |
| 2000年 | ザウバー     | C19      | ペトロナス SPE 04A 3.0 V10 | AUS Ret | BRA DNS | SMR 8   | GBR 11  | ESP Ret | EUR 7   | MON Ret | CAN 10  | FRA 11  | AUT 9   | GER Ret | HUN Ret | BEL 11  | ITA 8   | USA 8   | JPN 11  | MAL Ret | NC   | 0        |

- 太字はポールポジション、斜字はファステストラップ。(key)
- † : リタイアだが、90%以上の距離を走行したため規定により完走扱い。